# Csupasz medvelepke
A csupasz medvelepke (Nudaria mundana) a kvadrifid bagolylepkefélék családjába tartozó, Európában honos lepkefaj.

## Megjelenése
A csupasz medvelepke szárnyfesztávolsága 1,8-2,3 cm. Testének szőrzete halvány vörhenyesszürke, lábai vörösharnák. A csápok tövén nagy, világosszürke pikkelypamacs található; a csáp maga halványbarna, fehéres borítással. Az elülső szárny alapszíne világos, áttetsző vörösesbarna vagy vörösesszürke, kis gyöngyházas fénnyel. A szárnyakon két sötétebb barna vagy barnásszürke, többnyire erősen elmosódó, erősen zegzugos harántsáv húzódik; a szegélynél nagyon elmosódó, bizonytalan, cikkcakkos sávot találhatunk. A vonalak az ereknél kisebb foltokká szélesednek ki. A szárny közepén kissé élesebb pont található, ez a szárny legsötétebb rajzolati eleme. A rojt színe megegyezik az alapszínnel. A hátulsó szárny áttetsző, világos vörösesbarna vagy vörösesszürke, gyöngyházfényű, rajzolatai nincsenek. A szárnyak fonákja megegyezik a felső oldallal, de lilás gyöngyházfénye erőteljesebb.
Változékonysága nem számottevő.
Petéi gömb alakúak, sárgásfehér színűek.
Hernyója piszkosszürke, a hátán két sárga foltsorral, a 7. és 10. szelvényen nagy, sötét folttal. Szőrei erősek és hosszúak, színük a háton fekete, oldalt piszkossárga. Bábja sárgás vagy zöldesfehér, szeme fekete, hátát két sor sötét folt díszíti.

### Hasonló fajok
A mocsári medvelepke és a májmoha-medvelepke hasonlít hozzá.

## Elterjedése
Európában honos a Pireneusoktól és a Brit-szigetektől a Fekete-tengerig. Magyarországon ritka, a hegyvidékeken (Mátra, Bükk, Zemplén, Bakony, Tihanyi-félsziget) fordul elő.

## Életmódja
Árnyékos vagy félárnyékos sziklás erdőkben, mészköves réteken, sziklalejtőkön, elhagyott kőbányákban, romos kőépületeknél él.
Évente egy nemzedéke nő fel, imágóit június-júliusban lehet látni. Hernyója a köveken, sziklákon növő zuzmókkal, algákkal, mohákkal táplálkozik. A hernyó áttelel, majd a következő tavasszal kövek alatt, laza szövedékben bebábozódik.
Magyarországon védett, természetvédelmi értéke 10 000 Ft.

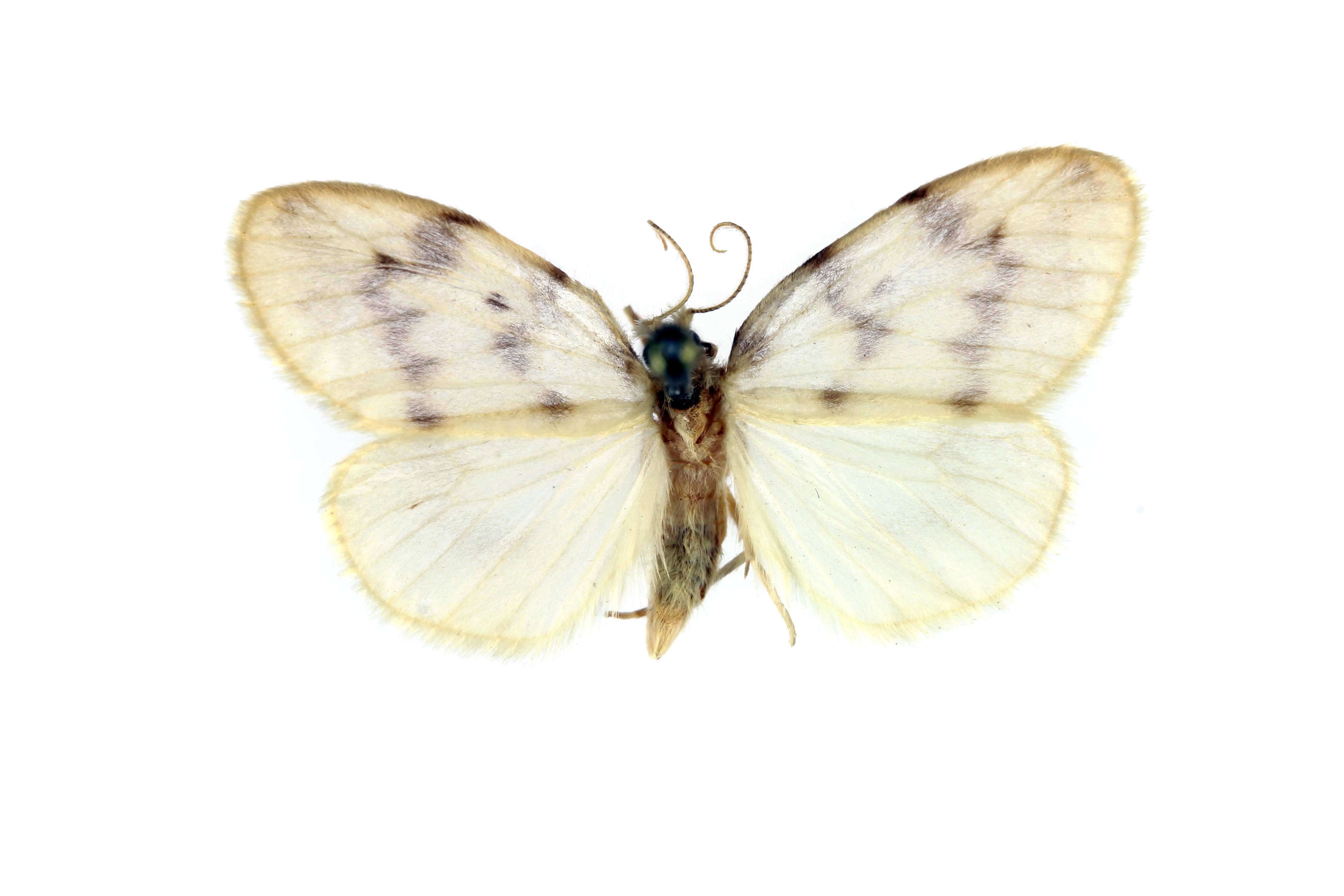
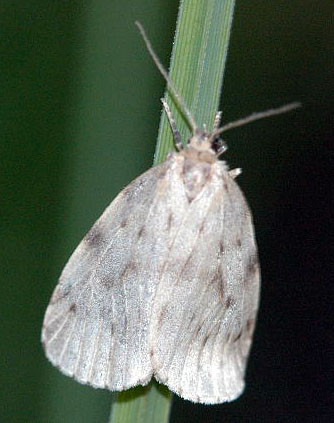
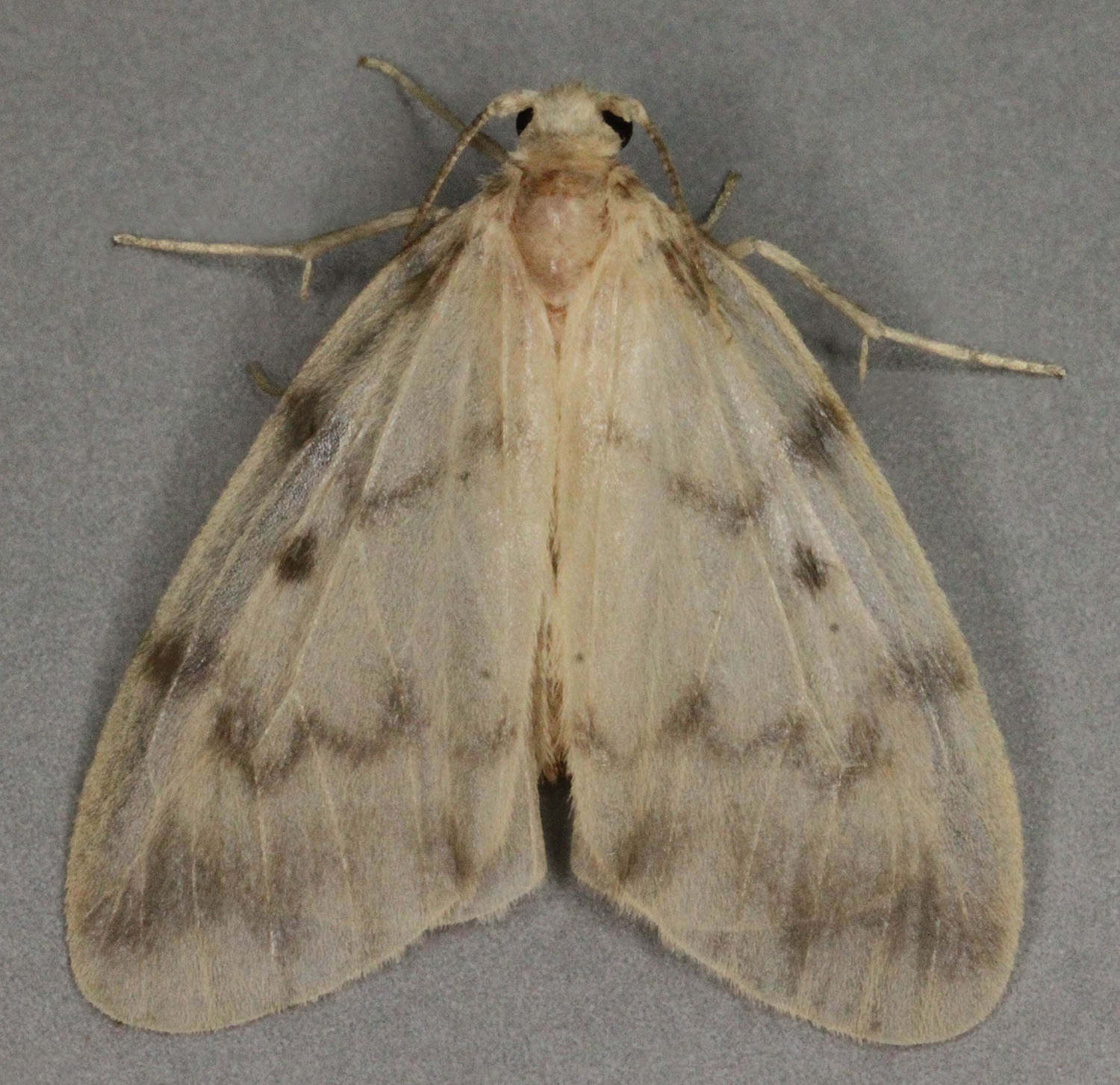
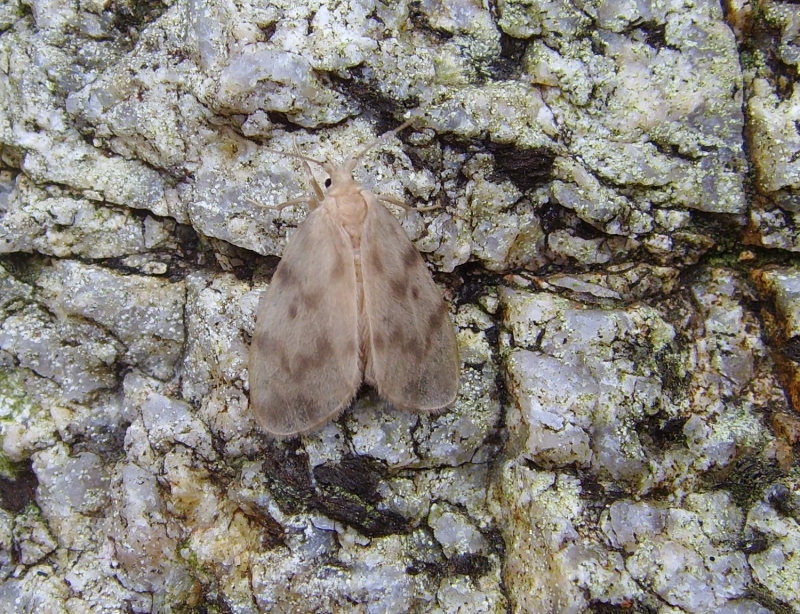
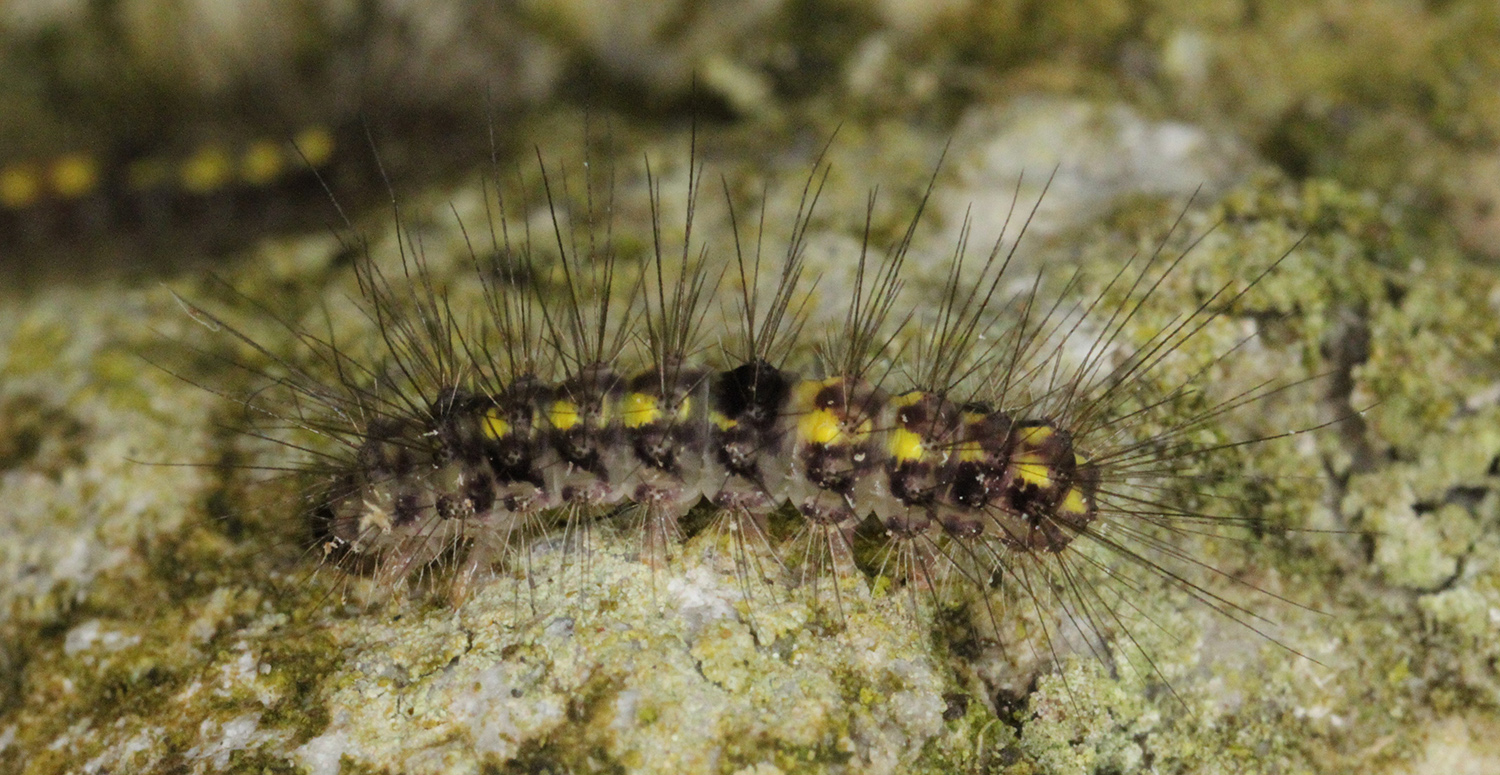